# Einar Stenij
Sten Einar Stenij, född 30 september 1900 i Helsingfors, död där 2 september 1985, var en finländsk fysiker.
Stenij blev student 1918, filosofie kandidat 1922, filosofie magister (ultimus) 1923 samt filosofie licentiat och filosofie doktor 1932. Han var 1924–1938 assistent och senare oceanograf vid Havsforskningsinstitutet och 1938–1968 professor i mekanik vid Tekniska högskolan samt högskolans rektor 1965–1968.
Tyngdpunkten i hans forskning låg inom hydrologin; hans organisationsförmåga utnyttjades då den tekniska högskoleundervisningen i Finland under hans rektorsperiod utvidgades till Tammerfors och Uleåborg. Han blev teknologie hedersdoktor 1974.